# 卢市镇
盧市鎮是下属中華人民共和國湖北省天门市的一个小镇，位于天门市的东端，紧挨着湖北省汉川市；人口约两万，大部分在外经商或务工；农业以稻谷和棉花为主。该地的学校有卢市高级中学。
净潭乡，是中华人民共和国湖北省天门市下辖的一个乡镇级行政单位。

## 行政区划
净潭乡下辖以下地区：
卢市社区、合丰店村、鄢家月村、彭垴村、严家桥村、乔家岭村、崔家岭村、周台村、窑新场村、徐家台村、吴台村、张毕咀村、龙坑村、熊家垴村、宋台村、河岭村、夏万村、兵铁口村、朱台村、包家垴村、同兴村、北河村、黄家口村、土库台村、程家台村、汪台村、魏家场村、么垸村、桥头村、中塆村、卢家口村、水陆李村、肖山村、刘老村、刘窝村、刘三村、刘塆村、刘家集村、王台村和代湖生活区。